# Allocodrome
Un allocodrome est un restaurant ivoirien « à l'africaine ». Il s'agit d'un espace à ciel ouvert, souvent très enfumé, où l'on peut manger pour pas cher des plats typiquement ivoiriens : brochettes de viande, alloco, attiéké, frites, poissons et poulets braisés, etc. On peut choisir son plat, sa cuisinière ou se laisser conseiller par les rabatteuses.